# 香港の都市計画史
香港の都市計画史（ホンコンのとしけいかくし）は、1841年の香港開港に始まる。香港島北岸の西部をヴィクトリア市（City of Victoria、域多利城）とし、404の土地を区画して競売にかけた。初期の都市的発展は主に香港島に集中し、植民地経営における軍事的、衛生的なニーズに応えるために開発が進められた。しかし、九龍半島の割譲や新界の租借により、香港の土地開発はより多様化した。1939年に香港政府によって「都市計画条例（Town Planning Ordinance、中国語: 城市規劃條例）」が制定され、その後何度も改正されたことで、香港の都市計画業務はより大規模なものとなった。

## 植民地初期における開拓

### 香港島における初期の開発
1841年6月7日以降、公売可能な土地が公告され、1841年6月14日、香港行政官チャールズ・エリオットの主催で合計404区画が売りに出された。そのうち39区画は海岸沿い区画、75区画が都市区画、22区画が郊外区画、118区画がアッパーマーケット区画、150区画がダウンマーケット区画であった。。1843年、香港政府は年俸1,000ポンドの総量地官（英語: Surveyor General、現在の発展局局長）のポストを設け、1844年5月9日にはA.T.ゴードンが総量地官に任命され、港湾建設、整地と埋立といったインフラ整備および、土地売買の管理を担当した。
1851年12月28日午後10時、香港では大火災が発生し、翌日の午後5時半まで鎮火せず、被災面積は189,792ft²に及んだ。 1852年、政府はこの火災で出た瓦礫と付近の丘陵地の土砂を用いて、皇后大道中と威靈頓街から摩利臣街の文咸海旁までを埋め立て、幅50ftの道路を建設すると、この土地を再び競売にかけた。これが香港開港以来初の公的な埋め立てである。上記の土地の所有者のほとんどが中国人であり、土地契約が満了していたため、所有者はあまり投資を行わず、埋め立てに対する抵抗は少なかった。しかし政府は、海岸線沿いの土地の所有者の、新たに埋め立てられた土地の所有権に対する見解が、埋め立て最大の障害であることに気付いていなかった。
1842年3月22日、政庁は新たな海岸線に沿って新たに埋め立てられた土地は、王室の所有として売却されることを公布したが、1841年6月14日に売却された土地は影響を受けなかった。しかし、政庁による大規模埋立事業である「ボウリング埋め立て計画（Bowring Reclamation Project、寶靈填海計劃）」は、その着手直後から、海岸線沿いの第3号と第4号の土地を所有する寶順洋行が強烈に反対し、土地の面積を増やしたくないと宣言し、1841年6月14日に購入した土地の表面と範囲の水際所有権を主張した。結局、ボウリングの計画は軍部と英国人実業家の反対により失敗に終わった。
都市の拡張は成功しなかったとはいえ、大規模なものであったことに変わりはない。埋立後、政庁は1903年の官報でヴィクトリア市の境界を再定義し、「CITY BOUNDARY 1903」と刻まれた6つの境界石が市街地の境界を示すために建てられた。 ほとんどの境界石は現在も設置されている。当時香港島北岸のヴィクトリア市は四環九約に分けられ、東西に発展を続けていた。
1850年代を経て、政庁は1868年には文咸東街以西に文咸西街を建設した。この埋め立てでは、初期の技術的・建築的特徴が明らかにされた。例えば台風対策の強化では、海側が2:1、陸側が1:1の傾斜を持つロックパイル工法による防潮堤の建設が行われた。堤防の基礎は1個2立方メートル以上の玉石と隙間を埋めるための砕石が使われ、ブロックにコンクリートと粘土を組み合わせて擁壁を構成するといった工法が採られており、この工法は将来の埋め立てのモデルとなった。 1870年から1875年の埋め立ては西環卑路乍街の北側まで拡大し、海岸線を德輔道西まで北上させた。しかし、1875年の干拓計画は、1874年の甲戌風災によって実施できなかった。
ボウリングの計画から1880年代まで、香港政庁は依然として様々な関係者の利害を調整することができなかった。1887年7月13日、九龍倉の大班であるポール・チャーターが、西環の煤氣公司から中環の美利碼頭までの長さ10,200ft、幅250ft、面積58.7acの土地を埋め立て、そのうち5.5acを官有地、27acを道路、残りを39,000人が収容可能な1,320棟の住宅建設に充て、人口の逼迫を緩和し、衛生状態を改善するのに十分な住宅を提供することを提案した。計画は何度かの却下と見直しを経て、最終的なプロジェクトは1889年に始まり、1903年に完成した。
同時期、香港政府は西環・堅尼地城の埋め立て事業を請け負う民間企業の入札を募集していた。 軒尼詩道と莊士敦道の交差点から波斯富街までを埋め立て、湾仔の醫院山と摩理臣山を平地化して広大な空き地を作るというこの計画には、19世紀末から20世紀初頭にかけて20年にわたる折衝を要した。そして最終的には醫院山にあった海軍病院を昂船洲に移転させるという軍部の合意と土地所有者との調整が行われたが、この計画は予想以上に難航し、完成したのは1931年だった。当初の完成予定日であった1927年よりも4年遅れ、予算も1,677,000ドル超過して総工費は3,744,000ドルであった。
1860年代、多くの移民が香港にやってきて定住し、太平山地区から砵甸乍街の西側にかけて華人の商業・居住地区が拡大した。そこで政府は太平山地区を取り囲むように道路を整備し、太平山街もこの時期に完成した。これに加えて、政府は多くの土地を売却して唐楼を建て、売春宿も急増した。
人口過剰により、治安や衛生面で問題が生じた。1894年には太平山街一帯でペストが発生し、4ヶ月で2,500人以上が死亡した。政府はペストが急速に蔓延したのは太平山街に建物が密集していたためだと考え、この地域の建物を買収して取り壊し、太平山街を消毒薬で洗浄し、住宅を消毒するなどの浄化対策を実施した。太平山街の元の敷地は、香港最初期の公共公園のひとつである卜公花園として再開発された。

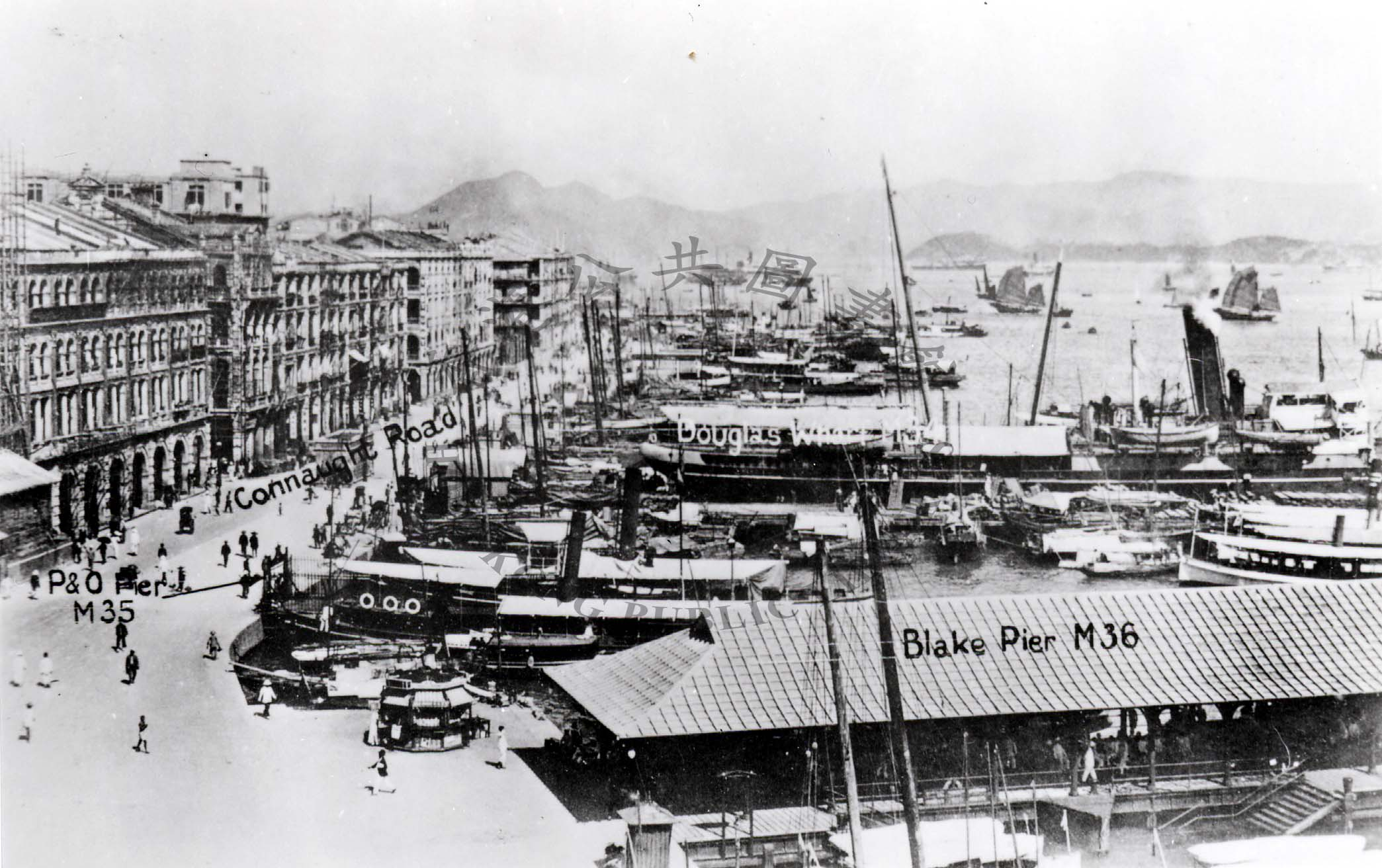
海岸に面した干諾道中

### 九龍における初期の開発
香港島の割譲から間もなく、『広州週報』（Canton Press）はすでに1842年5月7日には九龍が都市建設により相応しい場所であることを指摘している。1847年、極東艦隊司令官マイケル・シーモアは王立工兵隊司令官への書簡で、九龍半島はヴィクトリア・ハーバー防衛に重要であると書いた。1856年にアロー戦争が勃発すると、1860年3月18日には英軍第44歩兵連隊は尖沙咀を占領、3月20日に両広総督労崇光は九龍の「一時租借」に同意した。英駐華全権特使のエルギン伯ジェイムズ・ブルースは、これを利用して界限街以南の九龍半島を割譲させる条文を北京条約に加えた。大清が割譲に同意したことで、九龍もイギリス領香港の版図に加えられた。
九龍半島がイギリスに占領された直後、官涌砲台は軍司令部（現在の九龍ジョージ5世公園）と海軍碼頭に転用された。九龍の土地には香港島と同じ契約条件が適用され、土地は海沿い、内陸、郊外建築、庭園に分けられ、通常75年の期限付きだった。海沿いの用地には2種類あり、1つは満潮時に海に直接出られるもの、もう1つは海岸に近いもので、土地と海岸線の間には道路があった。
19世紀後半から20世紀初頭にかけて、政庁は土地の売却条件に埋め立て計画を盛り込み、小規模な埋め立てを実施した。1876年、政府は油麻地の海底地を競売にかけ、買い手は規定の仕様に従って埋め立てを実施することが義務付けられた。政庁は埋め立て工事に重労働を命じられた囚人を送り込み、新たに開かれた街区はReclamation Street（懲戒街）と呼ばれた。中文名は後に新填地街と改名される。1882年、九龍倉創業者であるポール・チャーターは尖沙咀の2つの土地を取得し、1900年と1904年には土地契約を変更し、土地面積を2倍に拡大、20世紀の尖沙咀における九龍倉の商業的地位を確立した。政庁はまた、その他の海岸沿いの土地所有者たちにも埋め立てに積極的に参加するよう働きかけ、これにより政庁は収入を増やし、また工費を削減しつつ土地供給量を増やしながら、九龍を大きく発展させた。後の1899年、差館里以西の土地は再び競売にかけられ、1876年と同様、買い手は政庁の指定に従って埋め立てを行い、年間10,022ドルの土地税を支払うことが義務づけられた。1895年12月24日、香港初のポンプ場が差館里に完成し、九龍への給水計画が全面的に実施された。
1906年9月18日の丙午風災では1万人超が犠牲となり、1909年には初めて建築避風塘条例が可決され、1915年12月16日には望角咀避風塘が竣工する。
1913年に落成した九龍果攔が九龍魚市場や九龍蔬菜批發市場として発展することで、以来油麻地は九龍の物流集積地となった。1900年には広東道に九龍倉が建設されており、上海街は20世紀初頭に九龍で最も繁栄した住宅および商業の中心地となった。
九龍の埋め立て工事では、住宅用地を増やしただけでなく、多くの大規模インフラも建設された。九広鉄路英段が完成したのは1910年で、当初は尖沙咀、油麻地（現在の旺角東）、沙田、大埔、粉嶺の5駅のみが置かれていた。その後、政庁は梳士巴利道南側の土地を埋め立て、現在尖沙咀鐘楼の残る位置にターミナル駅（九龍駅）を建設した。九広鉄路の建設は、広州と九龍を新界経由で結ぶ高速交通を実現し、香港の都市開発の基礎を築いた。

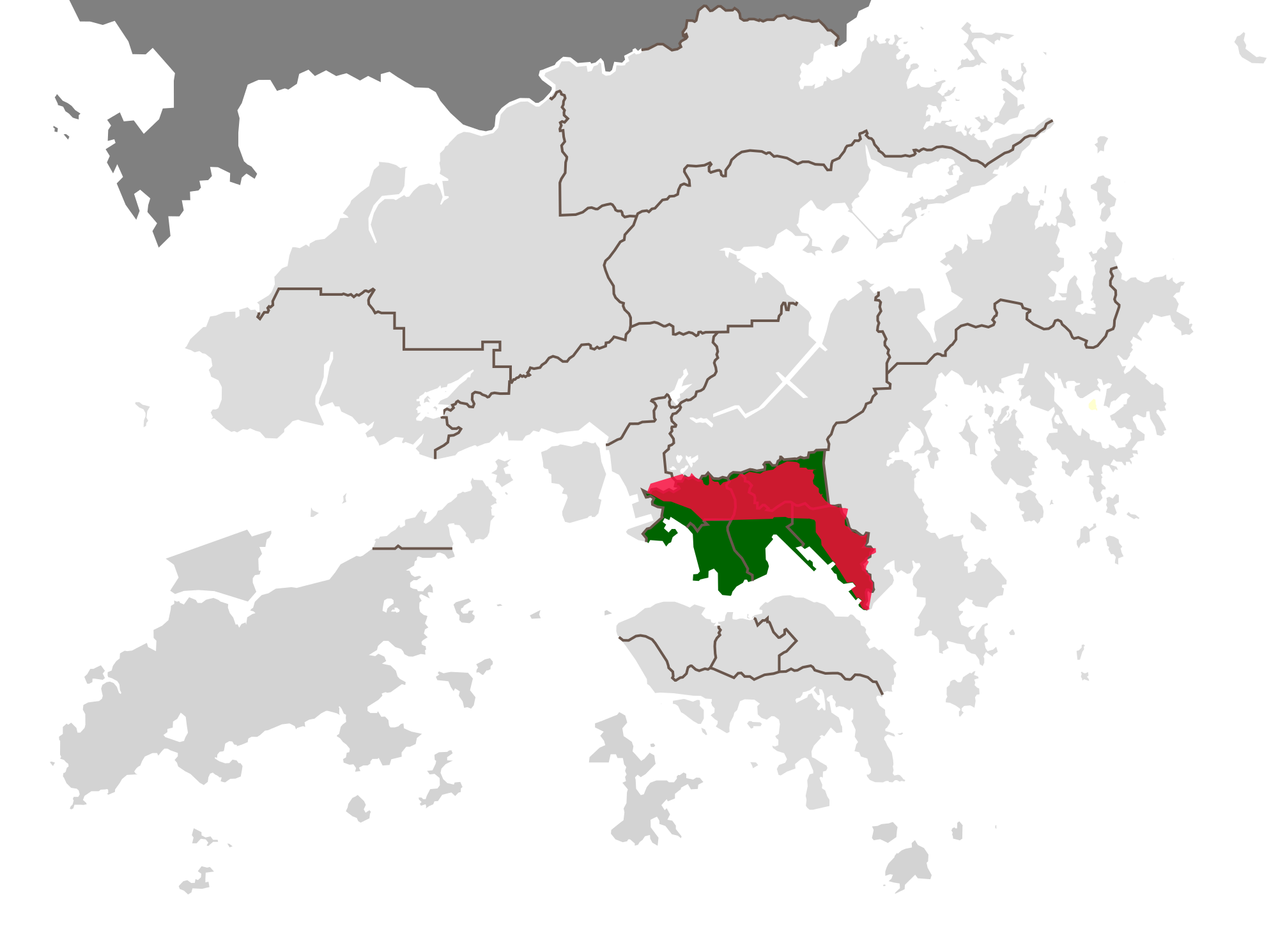
赤色が「新九龍」の範囲（緑色は現在「九龍」とされる範囲）

### 新九龍の開発
1930年代、割譲された本来の九龍は手狭となり、政庁も都市区域を拡大する必要を生じていた。そのため1937年以降、本来は新界に属する界限街の北から獅子山の南までの平地が都市開発用地に指定された。
この範囲は界限街以南の九龍とは性質が異なるため、「新九龍」と呼称された。なぜならば当時、新九龍（新界）の土地は英国が中国から「租借」していたため、新九龍の建物の所有者は政庁に地租を支払う必要があったのに対して、割譲地である九龍および香港島では名目的な地租を極少額支払うだけでよかったためである。
1984年に英中共同声明が最終決定されると、「新九龍」という言葉は消え、新旧両方の九龍が一般に「九龍」と呼ばれるようになった。ただし、香港特別行政区政府地政総署は新九龍の土地に対しては地租を徴収しなければならないため、「九龍」と「新九龍」の区別は残っており、法律上の新界の定義には依然として新九龍が含まれている。
深水埗の開発
九龍と新界を接続する深水埗は、すぐに政庁による開発の対象となった。当時の深水埗は岬であり、現在の鴨寮街、青山道一帯は臨海地区であった。1906年、政府は新九龍西部に位置する深水埗の開発を開始し、民間の埋め立て工事と競売を進めるとともに、古い建物のほとんどを取り壊し、西角山を平らにした。1910年代には旧深水埗医局と北河街街市が落成し、1919年には300万ft²以上の土地が開墾ないし埋め立てられ、深水埗碼頭が増設された。
一連の工事が行われた結果、深水埗には合計407棟の建築物が建てられた。深水埗では街路によって建物区画を長さ約100メートル、幅40～45メートルの長方形に分け、その長方形の区画を2つに分けるように唐楼が建設された。2棟の唐楼間には通風と採光のための長い裏路地を挟み、通りに面した唐楼の2側面には1棟ごとに大規模な騎楼を提供し、一列に20以上の騎楼が重なり合って並んでいるように設計された。
田園都市の試み
19世紀末、エベネザー・ハワードが田園都市の概念を生み出し、1903年にはロンドン郊外のレッチワースに各種アメニティ施設を備えた町を建設した。香港では1910年代にはエドワーディアン・スタイルの市街地建築が登場したものの、香港島ではヴィクトリア市の開発が先行していたため、20世紀初頭までに大規模な都市計画の概念を導入することは難しかった。そこで、新九龍が香港の都市計画の実験場となった。
1922年に「九龍塘及び新界開発会社（Kowloon Tong and New Territories Development Co、九龍塘及新界發展公司）」という会社が上述の田園都市構想に基づいて、上位中産階級向けに学校と十分な休憩緑地を備えた戸建て住宅区を九龍塘に計画した。政庁はこの計画に対して現在の九龍塘エリアの土地を販売するとともに土地造成と下水道設備に出資した。しかしこれは労働者団体からの非難を浴びることとなった。1925年の省港ストライキの影響やプロジェクトの難易度を甘く見積もっていたことにより、計画の完成は1930年になってからとなったが、当初の田園都市構想は純粋な高級住宅地へと変貌し、自立したコミュニティというコンセプトは実現できなかった。
同時期の1912年、何啓は九龍湾を埋め立て、初の大規模な中国人住宅区を開発するプロジェクト「啓徳浜」を政庁に提案した。プロジェクトの総面積は210エーカーで、3段階に分けて開発された。 第1期の埋め立ては1920年に完了し、200戸以上の住宅が建設された。コミュニティ内には警察署、消防署、工場、学校（1926年に民生書院が開校）もあった。洋式住宅は3階建て、中国式住宅は2階建てであった。しかし、第2期は九龍塘と同様に労働争議と不動産不況に悩まされ、会社は財政難に陥った。その後、このプロジェクトは1927年に政府に引き継がれ、後の啓徳空港となった。

## 戦後の都市発展
戦前の都市開発にはグランドデザインが欠如しており、多くのプロジェクトは長期的で包括的な計画のないまま、焦眉の需要を満たすためだけに進められていた。二次大戦後、イギリス政府はロンドン近郊のニュータウン計画を担当した都市計画家、パトリック・アバークロンビーを香港に派遣し、今後の都市開発と港湾の方向性を調査させ、長期的な計画方針を策定させた。同じ頃、中国大陸では国共内戦が再開し、大量の難民が香港に押し寄せ、また戦時中に香港域外に逃れていた人々の一部も香港に戻ってきたため、香港の人口は激増し、土地と住宅が需要過剰となった。アバークロンビーは1948年に発表された報告書の中で、政庁が九龍近郊と新界にニュータウン開発を進めることで10万人の人口を新界に分散させ、香港島の人口密度を下げること、多くの埋め立てプロジェクトを進めまた土地の供給を増やすことを提言した。残念ながら、アバークロンビーの計画は財政的な問題から最終的には棚上げとなったが、そこに盛り込まれた開発戦略は香港の都市開発の基本コンセプトと方針を確立した。

### 衛星都市の開発
アバークロンビーの計画は棚上げとなったが、1952年までに都市部における土地の供給不足の問題が顕在化すると、政府はニュータウン開発の可能性を検討し始め、1954年には観塘がニュータウン開発の試験地に選ばれ、当時は「衛星都市」と呼ばれた。当初観塘は工業地帯として計画されたが、工業地帯が次第に形成され、雇用の機会が増えるにつれて、近隣の不法占拠バラック（寮屋）の住民が観塘に移住するようになった。これにより、住宅供給が需要に追いつかず、学校、診療所、郵便局、市場、警察署、消防署、商店などの付帯施設も十分でなかったため、政庁は住宅地開発と付帯施設整備を急ぐこととなった。さらに、観塘の開発は工業部門に偏重していたため、他の職業に従事する住民は他の地区に通勤する必要があった。また住宅地と工業地帯が近接していることで、住民は排煙や汚水、騒音に長い間曝されていた。
その後、政庁は1959年に青衣、葵涌を含む荃湾地域の開発計画を承認した。1950年代、香港の工業は活況を呈しており、新たな工業用地の確保が急務となっていた。九龍の都市部からほど近い荃湾は、交通の便がよく、水と電気の供給も十分で、理想的な工業地帯として開発される可能性を秘めていた。政庁はこの地を開発の焦点とし、荃湾の193エーカーに55,000人を収容し、酔酒湾の200エーカーに57,000人を収容する計画を提案した。1959年には荃湾と葵涌の埋め立てが開始され、これが香港のニュータウン開発の正式なスタートとなった。1961年、政庁は荃湾と葵涌の開発大綱を公布し、1973年には「荃湾発展計画」が正式に承認された。これにより、1970年代から1980年代にかけて荃湾は重要な工業地域として成長した。政庁は観塘の経験から学び、荃湾開発の際には十分な住宅用地を指定し大型の公共団地を建設することで、多くの市民を都市部から荃湾へと移住させた。

### ニュータウン開発
1959年以降、香港政庁は人口増加に対応し、都市部における過密人口を分散させて生活環境を改善するため、新界におけるニュータウン（政庁の初期の文献では衛星都市と呼ばれた）開発を大規模に進めた。1960年代からは新界内のいくつかの墟市（伝統的な定期市から発展した市街地）を次々とニュータウンへと発展させてきた。香港のニュータウンは拓展署（現在は土木工程拓展署に統合）によって計画・開発され、1973年、当時の香港総督マクレホースは、新界のニュータウン開発を専門に担当する新界拓展署を設立し、新界開発を推進した。しかし、当時の香港政庁は財政難に直面しており、沙田の開発に参加する民間開発業者を必要としていた。1975年10月、政府はまず沙田の計56haとなる14の土地の入札者を募集した。デベロッパーは埋め立て、造成、建設工事を自前で行い、政庁策定の開発大綱に沿った開発を行う必要があったが、代わりに地価の減免を受けることができた。こうして建設されたのが後の沙田第一城である。ニュータウン開発計画は、最初に開発される3つのニュータウンで180万人を収容することを目標とした（当時の香港の人口は約420万人であった）。ニュータウンの理念は、居住、文化・レクリエーション施設に加えて雇用を提供し、自給自足を達成することであった。 そのため、初期のニュータウンには、地区内に雇用機会を提供するために商業地区や工業地区まで設けられていた。しかし荃湾や沙田も同様に、工業用地が住宅に近接していたり、車両交通やコンテナターミナルを行き交うトラックの交通量を過小評価したために交通渋滞が引き起こされるなど、計画の不備に悩まされた。その結果、政庁は1970年代から1980年代にかけて、獅子山隧道、呈祥道、西九龍走廊、機場隧道など、数多くの幹線道路を建設し、長年この地域を悩ませてきた渋滞問題を緩和しなければならなかった。
現在までの9つのニュータウンは、開発時期によって4つの世代に分類できる：第1世代の3つのニュータウン、荃湾、沙田、屯門は1970年代初頭に開発が始まった；第2世代のニュータウンである大埔、粉嶺／上水、元朗は1970年代後半に建設が開始された；第3世代の将軍澳、天水囲、沙田の延長部である馬鞍山は1980年代に着工されたが、当時の開発計画は計画ほど理想的にはならなかった。
天水囲ニュータウンを例にとると、巍城発展公司は1979年10月以降、36の政府部門と70回以上の会議を開き、15年を3期に分けて人口53万5,000人を収容するニュータウンの青写真を提案した。沙田第一城の成功により、天水囲ニュータウンは再び官民合弁方式での開発に決定した。しかし、1982年の不動産市場の暴落により、政府は第1期の488haの土地を22億6000万ドルで買い戻さなければならなかった。さらに39haが予定より8億ドル安い価格で開発業者に譲渡された。総面積430haの天水囲開発は1987年に開始された。敷地南部の220haが最初に開発され、北部210haは保留地に指定され、こちらは1998年7月から開発が始まった。北部（保留地）に移り住む住民のニーズに応えるため、こちらは2000年から2004年にかけて段階的に完工した。当時の董建華行政長官が85,000戸の住宅建設計画（八萬五建屋計劃）を提案した後、天水囲北部には公営団地が追加建設された。その後の不動産市場の急落に伴い、公営分譲フラット（居屋）の一部は公営賃貸フラット（公屋）に変更されたため、世帯数が増加した。拓展署による1997年の推計では、2006年には約96,000人が同地区の公屋に入居していたが、1年後には134,000人へと大幅に増加した。2001年には、拓展署は同地区における公屋入居者は2007年には160,000人になると見積もっていた。このように、天水囲では人口を正確に予測できないために、基本的なコミュニティ施設の不足が深刻になっている。天水囲北には警察署、公園、診療所がなく、『香港の開発計画およびガイドライン（香港規劃標準與準則、Hong Kong Planning Standards and Guidelines）』の指標を満たしていない。かつて政庁は、人口増加に対応し、都市部の過密人口を分散させ、生活環境を改善するためにニュータウンを開発した。現在、政府は、ニュータウンの整備を続けるだけでなく、新たな開発地域を開発し、土地供給を最適化するための新たな土地供給戦略を模索している。政府はまた、開発ニーズを満たすため、インフラストラクチャーの提供や改善も行う必要がある。ニュータウン開発の基本コンセプトは、可能な限り、インフラやコミュニティ施設を含む、バランスのとれた設備の整ったコミュニティを提供することである。大規模な開発計画は、人口増加に対応するための新しい土地とインフラを提供し、既存の都市人口を分散させるとともに、再開発のための設備を提供または改善する。各計画においては機能上、環境上、アメニティ上の問題が優先的に考慮されている；
そして第4世代のニュータウンである東涌は、1990年代初頭に開発が始まった。 これらのニュータウンの計画人口は全体で約400万人。現在、約300万人がこれらの開発地域と近隣市街地に居住している。

## 都市計画法制の整備
1922年に都市計画委員会（Town Planning Board、城市規劃委員會）が成立し、大規模埋め立てが提案されるとともに、その香港で最初となる都市計画案が提出された。その後1939年には「都市計画条例（Town Planning Ordinance、城市規劃條例）」が制定され、該委員会は現在および将来の市街地の将来的なレイアウトの設計と、そこに建てるのに適した建物の種類を規定する計画案を作成する責任を負い、この計画は、すべての公務員や公的機関が、与えられた権限を行使する際のガイドラインとして、行政局における総督（Governor-in-Council）の承認を受けることになっていた。戦争を挟んで、この条例は1950年に行政局によって復活され、政庁は経済力と地域社会のニーズに応じた長期開発計画を実施した。開発の青写真が公衆あるいは私的な利害に関わるものである場合、開発計画が市民の賛同を得られるよう、協議の時間を設けなければならなかった。しかし、初期の都市計画条例には強制力がなかった。1955年になり、建築物条例（Buildings Ordinance）が改正されることで、ようやく都市計画条例に法的強制力が与えられるようになった。条例では、建築事務監督（Building Authority）たる建築物条例執行処（Buildings Ordinance Office、現在の屋宇署）処長は、法定計画に準拠していない建築計画やその草案に関して、建築工事の許可を出すことを拒否することができるようになった。初期の法定計画の注釈では、用途制限において柔軟性を持たせており、例えば、住宅用途としてゾーニングされた地区の一部を非住宅用途として利用することを認めていたが、その基準は不明瞭であった。
1970年代初頭、デベロッパーは、現在湾仔の合和中心がある場所に53階建ての商業ビルを建設する計画案を建築事務監督に提出した。しかし、当時の法定計画L/H5/34には、この場所は住宅用地として指定されており、建築事務監督は建築計画の承認を拒否した。デベロッパーは法的対抗を開始し、香港最高法院は当時の法定計画は無効であるとしてデベロッパーを支持する判決を下した。この敗訴の結果、1974年に都市計画条例が改正され、「開発許可申請（Application for Planning Permission、規劃許可申請）」制度が導入された。その地域の開発計画が都市計画委員会の承認を必要とする場合（すなわち、法定計画注釈の2番目の欄に記載されている用途である場合）、デベロッパーは、交通影響評価や環境影響評価などの関連するコンサルタントによる技術研究報告書とともに、開発申請書を委員会に提出し、審議されなければならない。その計画案が、その地域の既存環境を改善するものであったり、近隣地域あるいは地域社会全体に都市計画上の利益をもたらすものであったりすれば、その申請は承認されることになる。計画案に公共施設や特定のインフラを提供することを開発者に要求するなど、時には委員会が計画案に条件を課すこともある。
1981年、劉皇発が主要株主であった「生発地産投資有限公司」は、掃管笏の公図（丈量約份）番号374の土地13区画を短期借地で借り受け、耕作放棄地に建設用の鉄柱を立てたが、政庁は土地の用途変更申請を拒否したため、同社は政府を相手取って法的に異議申し立てをした。最高法院原訟法庭は1982年5月18日、集体官契（Block Crown Lease）別表に記載された土地に記載された用途は「当時の用途が描写されたもの」に過ぎず、土地の用途制限を構成することはできないとし、政府を敗訴とする判決を下した。この「生発案」以降、新界農村部における屋外駐車場と貯蔵施設の数が大幅に増加した。環境諮詢委員会の資料2/95によると、政庁の調査では、香港には1983年には港湾のロジスティクス用途としては23ヶ所（面積28ha）の土地しかなかったが、1993年には237ヶ所（面積198ha）と大幅に増加した。屋外貯蔵用途に関しては、1983年には586ヶ所（面積276ha）が使用されていたが、10年後には1,453ヶ所（面積362ha）に増加した。
訴訟終結から8年後の1991年、政府はニューテリトリーにおける無許可の土地開発に関して、都市計画条例の大幅な改正を導入し、ようやくこの問題に取り組む第一歩を踏み出した。1990年7月25日、政庁は都市計画委員会に、開発許可区域計画（Development Permission Area Plans、發展審批地區圖）を制定する権限を与えた。条例第23条に基づき、監督（Aurhority、委員会の執行機関たる規劃署署長）はDPAPの対象となる地域で土地使用の強制執行を行うことができるようになった。DPAP作成にあたり、規劃署は計画対象地域の包括的な土地利用記録を作成し、将来の土地利用が条例の要件に適合しないレベルで変更されたことが判明した場合、当局が、関係者への強制執行、開発中止、原状回復を命ずる通知の発行といった強制措置を取るための十分な証拠を入手できるようにする。

## 将来の展望

### 新界の新発展区
当局は過去に実施された開発計画および開発調査を通して、新界の古洞北、粉嶺北、坪輋/打鼓嶺（新界東北新発展区）、洪水橋において「新規開発地区（新發展區、New Development Area）」を設置する実現可能性について確認している。古洞北および粉嶺北の新発展区は粉嶺／上水ニュータウンの延長部分を形成しつつあり、既存のニュータウンと統合されて粉嶺/上水/古洞ニュータウンを形成することとなる。新発展区は香港における重要な中長期的な土地供給計画であり、住宅供給の主要供給源である。古洞北および粉嶺北の新發展区は約6万戸の住宅と約38,000人の雇用機会を提供する予定で、2023年より入居が開始された。洪水橋新発展区は約6万戸の住宅と約150,000人の雇用機会を提供する予定で、2024年の入居開始を見込んでいる。
将来の開発により多くの土地を提供するため、政府は新発展区の開発と同時に、主に工業地や臨時倉庫、あるいは使用放棄されている北区および元朗の土地を開発に割り当てる可能性を検討する計画・調査を行っている。

## 注および参考文献
1. ↑  陳葒 (2016). 陳校長帶你去行街. 中華書局(香港)出版有限公司
2. ↑  Ingham, Michael (2007). Hong Kong: A Cultural and Literary History. Signal Books. pp. 106-110
3. ↑  Smith, Carl T. (1995) (英語). A Sense of History: Studies in the Social and Urban History of Hong Kong. Hong Kong Educational Publishing Company. pp. 42-43
4. ↑  頭條日報. “氣定乾坤——齊心抗疫始終如一” (中国語). 頭條日報 Headline Daily. 2021年5月10日時点のオリジナルよりアーカイブ。2020年12月30日閲覧。 アーカイブ 2021年5月10日 - ウェイバックマシン
5. ↑  “鼠疫襲港變鬼域 4個月死2500人要大逃亡？” (中国語). on.cc東網. 2018年9月23日時点のオリジナルよりアーカイブ。2020年12月30日閲覧。 アーカイブ 2018年9月23日 - ウェイバックマシン
6. ↑  “上環線B段 - 中西區文物徑 - 古物古蹟辦事處”. www.amo.gov.hk. 2019年10月24日時点のオリジナルよりアーカイブ。2020年12月30日閲覧。 アーカイブ 2019年10月24日 - ウェイバックマシン
7. 1 2 3 4  〈第二章 英佔香港和殖民體系的確立〉，劉蜀永，收錄於劉智鵬; 劉蜀永 (2019年7月1日). 香港史—從遠古到九七. 香港城市大學出版社. p. 71-74
8. ↑  王賡武 (1997年5月) (中国語). 《香港史新編（上冊）》. 香港: 三聯書店（香港）有限公司. pp. 214-215頁. ISBN 962-04-1255-9
9. ↑  “立法會一題：天水圍發展”. 2019年10月31日時点のオリジナルよりアーカイブ。2021年5月10日閲覧。 アーカイブ 2019年10月31日 - ウェイバックマシン
10. ↑  “天水圍悲情　八萬五遺禍”.   蘋果日報. 2021年5月15日時点のオリジナルよりアーカイブ。2021年5月10日閲覧。 アーカイブ 2021年5月15日 - ウェイバックマシン
11. ↑  “孤寂的邊陲 ─ 談天水圍新市鎮的建設”. 文化研究@嶺南.   嶺南大學文化研究及發展中心. 2021年5月10日時点の[16 オリジナル]よりアーカイブ。2021年5月10日閲覧。 アーカイブ 2021年5月10日 - ウェイバックマシン
12. ↑  香港立法會. “《 2003 年城市規劃(修訂)條例草案 》法案 委員會 《城市規劃條例 》 第 9 條有關行政長官會同 行政會議的角色的立法意圖”.   房屋及規劃地政局. 2021年1月18日時点のオリジナルよりアーカイブ。2021年3月15日閲覧。 アーカイブ 2021年1月18日 - ウェイバックマシン
13. ↑  Singway Co. Ltd v The Attorney General ([1974]). “HKLR”. 275
14. ↑  何佩然 (2016). 城傳立新：香港城市規劃發展史（1841-2015）. 香港: 中華書局(香港)有限公司
15. ↑  “集體官契”.   香港特別行政區政府土地註冊處. 2025年1月17日閲覧。 “新界占領後、イギリス陸軍のインド人測量技師は総合的な土地調査を行い、すべての田畑と家屋の測量図を作成し、3年がかりで完成させた（1899～1902年）。土地は丈量約份と測量約份に分けられ、優先順位の高い順に番号が付けられた。……調査結果は別表形式で1905年に集体官契という形でまとめられた。”
16. ↑  Attorney General v Melhado Investment Ltd. ([1983]). HKLR. 327